# 95-я стрелковая дивизия (1-го формирования)
95-я Молдавская стрелковая дивизия — воинское соединение в РККА Вооружённых Сил СССР до и во время Великой Отечественной войны.

## 1-е формирование
В ноябре 1923 в Украинском военном округе в 6-й стрелковом корпусе на базе частей 15-й и 51-й сд формируется 95-я стрелковая дивизия (территориальная) с управлением в г. Первомайске Первомайского округа Одесской губернии.
В 1934 95-я Первомайская сд передислоцирована в Молдавскую АССР УССР с управлением в пгт. Бирзула.
17 мая 1935 95-я Молдавская сд 6-го ск вошла в состав Киевского военного округа, (1-с.86).
26 июля 1938 Главный Военный совет Красной Армии Киевский военный округ преобразовал в Киевский Особый военный округ и создал в округе армейские группы. 95-я сд 6-го ск вошла в состав Одесской армейской группы Киевского Особого военного округа (1с.112-113).
В октябре управление 6-го ск переместилось из г. Одессы в г. Яворов под г. Львовом (7с) и приняло в состав корпуса новые дивизии. 95-я сд вошла в состав 35-го стрелкового корпуса.
Боевой путь дивизии начался с участия в советско-финской войне (1939—1940) в составе 9-й армии в северной и средней Карелии.
На Карельский перешеек дивизия отправилась уже из Одесского военного округа, который образовался на части Киевского округа 11.10.1939. Прибыв на перешеек, дивизия 1.02.1940 вошла в состав фронтового резерва. 20-21.02 вошла в состав 19-го стрелкового корпуса. 1.03 — 13.03 в составе 34-го стрелкового корпуса. 7.03-9.03 вела бои под Карьяла (предместье Выборга). 4.04 — 9.04.1940 дивизия погружена в эшелоны и отправлена обратно в Одесский военный округ.
В июне-июле 1940 дивизия принимала участие во вводе войск РККА на территорию Бессарабии.
22 — 25 июня 1941 дивизия удерживала позиции на советско-румынской границе, позже начала отступление вместе с другими частями Южного фронта. В действующей армии: 22.06.1941 — 30.07.1942.
Перед Великой Отечественной войной части 95-й стрелковой дивизии были разбросаны по территории Молдавии, воссоединённой меньше года назад с Советским Союзом. Два полка находились в лагерях вблизи новой госграницы.
Командир дивизии получал от начальника войск Молдавского погранокруга генерал-майора Н. П. Никольского информацию о передвижении румынских частей вблизи границы. При последней встрече с комдивом генерал Никольский сообщил, что на западном берегу Прута, против участка, прикрываемого 95-й дивизией, находятся уже две румынские дивизии, а за ними — две немецкие.
Примерно за две недели до начала войны и штаб корпуса предупредил о возможности провокаций на границе. После этого в частях дивизии были проведены мероприятия по проверке боевой готовности, организованы учебные тревоги. С 18 по 21 июня в дивизии проходили тактические учения. Они проводились недалеко от границы и были максимально приближены к боевой обстановке.
22 июня 1941 года к 4 часам большинство частей 176, 95, 25 и 51-й стрелковых дивизий, а также 9-й кавалерийской первого эшелона 35-го, 14-го стрелковых и 2-го кавалерийского корпусов заняли подготовленную в инженерном отношении оборону вдоль реки Прут. На дивизию в среднем приходилось около 100 км участка границы. Между дивизиями оставались значительные промежутки. Особенно большим был разрыв между 176-й и 95-й стрелковыми дивизиями — более 70 км. Промежутки прикрывались только силами пограничников.
07.1941 дивизия вошла в состав Приморской армии.
К 25.07.1941 дивизия заняла оборону по реке Днестр у города Тирасполя.
07 — 10.1941 дивизия участвовала в обороне Одессы.
10.1941 дивизия на кораблях эвакуирована из Одессы в Севастополь, в Крым.
К 07.11.1941 дивизия сосредоточилась в Ливадии, Крым.
11.1941 — 07.1942 дивизия участвовала в обороне Севастополя, фактически уничтожена в начале июля 1942.
95-я Молдавская дивизия была расформирована 30 июля 1942 года. Её номер и номера полков были переданы вновь сформированной 95-й стрелковой дивизии (2-го формирования).

## Полное название
- 95-я Первомайская стрелковая дивизия (29 апреля 1927 — 16 января 1934)
- 95-я Молдавская стрелковая дивизия (с 16 января 1934)

## Подчинение
- 6-й стрелковый корпус Украинского военного округа (ноябрь 1923 — 17 мая 1935)
- 6-й стрелковый корпус Киевского военного округа (17 мая 1935 — 26 июля 1938)
- 6-й стрелковый корпус Одесской армейской группы Киевского Особого военного округа (26 июля 1938 — октябрь 1939)
- 35-й стрелковый корпус Одесского военного округа (октябрь 1939 — 20 июня 1940)
- 9-я армия Ленинградского военного округа, (в Карелии), (декабрь 1939 — начало января 1940)
- 9-я армия Северо-Западного фронта, (в Карелии), (январь-март 1940)
- 35-й стрелковый корпус 9-й армии Южного фронта, в Бессарабии, (20 июня — 10 июля 1940)
- Приморская армия (с 10.08.1941 года)

## Командование
Командиры дивизии
- Нестеровский, Никифор Авраамович (июнь 1924 — …)
- Сысоев Павел Васильевич (март 1934 —  август 1937)
- Артёменко, Павел Данилович (08.08.1937 — август 1939)
- Егоров, Даниил Григорьевич, комбриг, с 4.06.1940 генерал-майор (февраль 1939 — 17.01.1941)
- Пастревич, Александр Иванович, генерал-майор (17.01.1941 — 15.07.1941)
- Воробьёв, Василий Фролович, генерал-майор (10.08.1941 — 29.12.1941)
- Капитохин, Александр Григорьевич, полковник (01.01.1942 — 17.07.1942)

Начальники штаба дивизии
- Герасименко, Василий Филиппович, полковник (05.04.1936 — 08.08.1937)
- Чиннов, Иван Иванович, майор (09.08.1941 —??.09.1941)

## Состав
На 1931:
- управление и дивизионные части (г. Первомайск Первомайского округа (без губернии))
- 283-й сп — штаб в г. Ананьев
- 284-й сп — штаб в г. Первомайск
- 285-й сп — штаб в г. Балта
- 95-й артиллерийский полк — штаб в г. Вознесенск
- 95-й конный эскадрон — в г. Первомайск
- 95-я рота связи — в г. Первомайск
- 95-я сапёрная рота — в г. Первомайск

На 1 июля 1935:
- управление и дивизионные части (пгт. Котовск)
- 95-й артполк (пгт. Котовск)
- 284-й стрелковый Молдавский полк (пгт. Котовск)
- 283-й стрелковый Бессарабский полк (г. Ананьев)
- 285-й стрелковый Днестровский полк (г. Балта).(3с)

На 1 июля 1941:
- 90-й стрелковый полк (командир полка Билюга, Тимофей Денисович)
- 161-й стрелковый полк
- 241-й стрелковый полк
- 57-й артполк
- 134-й гаубичный артполк

## Боевая деятельность
1923 год
В ноябре 1923 в Украинском военном округе в 6-м ск на базе частей 15-й и 51-й сд формируется 95-я сд (территориальная) с управлением в г. Первомайске Первомайского округа Одесской губернии.(2с)
1927 год
29 апреля 1927 95-й сд присвоено наименование «Первомайская».(2с)
1931 год
95-я Первомайская сд, управление дивизии в г. Первомайск Первомайского округа (без губернии). Командир дивизии Сысоев П. В. (1с).
Состав дивизии:
- 283-й сп — штаб в г. Ананьев.(1с)
- 284-й сп — штаб в г. Первомайск.(1с)
- 285-й сп — штаб в г. Балта.(1с)
- 95-й артиллерийский полк — штаб в г. Вознесенск.(1с)
- 95-й конный эскадрон — в г. Первомайск.(1с)
- 95-я рота связи — в г. Первомайск.(1с)
- 95-я сапёрная рота — в г. Первомайск.(1с)

В 1931 95-я Первомайская территориальная сд переведена на кадровую систему комплектования и обучения. (1-с.83;2с)
1934 год
В 1934 95-я Первомайская сд передислоцирована в Молдавскую АССР УССР с управлением в пгт. Бирзула (ныне Подольск). Командир дивизии Сысоев П. В. (2с).
К 1934 были построены основные огневые сооружения Рыбницкого укреплённого района с управлением района в г. Рыбница Молдавской АССР УССР. 95-я сд взаимодействовала с войсками Рыбницкого укрепрайона. (см.Укреплённый район).
16 января 1934 95-я Первомайская сд переименована в «Молдавскую». Командир дивизии Сысоев П. В. (2с).
1935 год
17 мая 1935 года Украинский военный округ разделён на Киевский военный округ и Харьковский военный округ. Войска КиевВО дислоцировались на территории Винницкой, Киевской, Одесской, Черниговской областей и Молдавской АССР УССР. (См.1-с.86 и ЦГАСА. Ф.4; оп. 15; д. 75; л. 224.) В состав КиевВО вошли 6, 8, 17-й ск.
1 июля 1935 95-я сд 6-го ск дислоцировалась в следующих гарнизонах:
- Гарнизон пгт. Котовска (Бирзула переименована в мае 1935) Молдавской АССР УССР (Котовск): управление 95-й стрелковой Молдавской дивизии (кадровой); дивизионные части: 95-й артполк и другие; 284-й стрелковый Молдавский полк. (3с)
- Гарнизон г. Ананьева: 283-й стрелковый Бессарабский полк 95-й сд.(3с)
- Гарнизон г. Балта: 285-й стрелковый Днестровский полк 95-й сд.(3с)

1938 год
26 июля 1938 Главный Военный совет Красной Армии Киевский военный округ преобразовал в Киевский Особый военный округ и создал в округе армейские группы. 95-я сд входившая в состав 6-го ск вошла в состав Одесской армейской группы (1-с.112-113).
1939 год
95-я сд занимала Рыбницкий укреплённый район с управлением района в г. Рыбница Молдавской АССР. Командир дивизии комбриг Егоров Д. Г. (2с)
В 1939 в Рыбницком укреплённом районе КиевВО планировались следующие мероприятия:
1. Перевести три сп 95-й сд на Уровскую организацию.
2. Сохранить в составе Ура: Управление начальника инженеров, 65-й отдельный арт дивизион, шесть отдельных взводов капонирной артиллерии, два дополнительных кадра к отдельным пулемётным батальонам, роту ПХО, конный взвод, склад боеприпасов — 479 чел.
3. Обратить 57-й отдельный пулемётный батальон 4-х ротного состава на укомплектование пулемётных батальонов сп 95-й сд.
4. Перевести 110-й отдельный пулемётный батальон, роту связи, сапёрный батальон в Шепетовский УР, с обращением на формирование УР.(4с)
15 августа
В августе 1939 95-я стрелковая дивизия занимала Рыбницкий укрепрайон и не развёртывалась в новые дивизии.
1 сентября началась германо-польская война.
17 сентября войска Красной Армии Советского Союза перешли советско-польскую границу, начался освободительный поход. 17 сентября Одесская армейская группа вошла в состав Украинского фронта, но участия в боевых действиях не принимала (5с). В составе Действующей армии находилась 17.9.39-28.9.39.(6с)
12 октября образован Одесский военный округ. Командующий войсками округа И. В. Болдин.
В октябре управление 6-го стрелкового корпуса осталось в составе Киевского ОВО и переместилось из г. Одессы в г. Яворов под г. Львовом (7с) и приняло в состав корпуса новые дивизии.
95-я сд вошла в состав Одесского ВО и вошла в состав 35-го стрелкового корпуса (35-й стрелковый корпус).

## Боевой путь
1940 год
Боевой путь дивизии начался с участия в советско-финской войне (1939—1940) в составе 9-й армии в северной и средней Карелии.

### Бессарабский поход войска Южного фронта
В 1940 году дивизия дислоцировалась на территории Молдавской Автономной Советской Социалистической Республики.
10 июня
В 0.35-1.00 начальник Генштаба КА Маршал Советского Союза Б. М. Шапошников направил командующим войсками Киевского ОВО и Одесского ВО шифротелеграммы. В шифротелеграмме для командующего ОдВО приказывалось привести в готовность управления 35-го и 7-го стрелковых корпусов с корпусными частями, 15-ю мд, 25-ю, 30-ю, 51-ю, 95-ю, 147-ю, 173-ю, 176-ю стрелковые дивизии, 4-ю легкотанковую бригаду, все артполки Резерва Главного Командования и все понтонные средства, (2).
10 июня в 11.20-11.30 начальник Генштаба КА направил командующему войсками ОдВО совершенно секретную директиву № ОУ/583, согласно которой требовалось:
- Походным порядком сосредоточить в новые районы следующие части": (см.2)
- Управление штаба армии, выделяемое округом — Гросулово к утру 15 июня;
- Управление 35-го ск с корпусными частями — Черна к утру 12 июня; 95-я сд — Рыбница, Воронково к утру 12 июня;

В 18.50 10 июня из Генштаба поступило указание управление 35-го ск с корпусными частями сосредоточить в Шибка к утру 13 июня, (2).
11 июня войска ОдВО под видом учебного похода начали сосредоточение, которое должно было завершиться 24 июня, (2).
20 июня в 21.40 командующему войсками КиевОВО генералу армии Г. К. Жукову была вручена директива наркома обороны СССР и начальника Генштаба № 101396/СС о начале сосредоточения войск и готовности к 22 часам 24 июня к решительному наступлению с целью разгромить румынскую армию и занять Бессарабию, (2).
Создаётся управление Южного фронта, командующий войсками фронта генерал армии Жуков, Георгий Константинович, штаб фронта в г. Проскуров, (2).
Из войск Одесского ВО и войск прибывших из других округов формируется 9-я армия, командующий войсками армии генерал-лейтенант Болдин И. В., заместитель командующего войсками армии генерал-лейтенант Козлов Д. Т.), штаб армии в Гросулово 35 км к северо-востоку от г. Тирасполь (ныне Великая Михайловка), (2).
Управления 35-го ск, 37-го ск и 7-го ск, 173-я, 176-я, 30-я, 164-я, 51-я, 95-я, 147-я, 150-я стрелковые дивизии и 15-я моторизованная дивизия; 21-я танковая бригада, 522-й, 110-й, 320-й, 124-й, 430-й, 439-й артполки и 317-й артдивизион РГК сосредотачиваются в районе — г. Дубоссары, г. Тирасполь, Плоское, Шибка.(2)
23 июня
22-23 июня Военный совет 9-й армий на основании проекта директивы командования Южного фронта № А-1/00145сс/ов проработал на местности с командирами корпусов и дивизий вопросы занятия исходного положения, организации предстоящего наступления, взаимодействия родов войск, управления, связи, устройства тыла и действий на ближайший этап операции. (2)
27 июня
Командиры корпусов и дивизий проработали на местности с командирами полков, батальонов и рот вопросы занятия исходного положения, организации предстоящего наступления, взаимодействия родов войск, управления, связи, устройства тыла и действий на ближайший этап операции, (2).
Вечером почти все войска Южного фронта были сосредоточены и развёрнуты в соответствии с планом командования. 9-я армия развёрнута на фронте Б. Молокиш на севере — Овидиополь на юге. Штаб арми — в Гросулово 35 км к северо-востоку от г. Тирасполь (ныне Великая Михайловка), (2). 35-й ск развёрнут в районах г. Дубоссары и г. Тирасполь. 95-я сд вошла в состав 35-го стрелкового корпуса (командир корпуса комбриг Дашичев, Иван Фёдорович), (2).
28 июня
В 11 часов после получения ответа румынского правительства советские войска получили новую задачу — без объявления войны занять Бессарабию и Северную Буковину. (2)
Командующий войсками 9-й армии должен был выбросить в первом эшелоне подвижные части с задачей:
35-му ск подвижным эшелоном в составе 15-й мд, 21-й тбр и одного стрелкового полка 95-й сд на машинах достичь р. Прут с задачей: прочно удерживать рубеж: 15-й мд на участке г. Унгены, Кастулени, стрелковому полку 95-й сд Немцени, Радюканьи и 21-й лтбр с. Леово, с. Цыганка, остальными силами 35-го ск занять — 173-й сд с 4-й лтбр г. Кишинёв; главными силами 95-й сд — район Карпинени. Штаб дивизии-95 — Карпинени. Штаб корпуса-35 — Кишинёв, (2).
Граница слева — Тирасполь, Селемет, Цыганка.(2)
В 13.15 командующий войсками 9-й армии издал боевой приказ № 2, уточнявший задачи войск: Задача 9-й армии — быстрым выдвижением к р. Прут на фронте Яссы, Галац (Румыния) закрепить за СССР среднюю и южную часть Бессарабии, (2).
- 35-й ск, 173-я сд и 95-я сд, 15-я мд и 4-я тбр к исходу 29.6 подвижными частями достигают рубежа р. Прут:

- Подвижной отряд 95-й сд — разведбатальон, танковый батальон, мотоартиллерия, пехота и сапёры на машинах выходят к переправе у Леушени. Ночлег с 28 на 29.6 — Кишинёв;
- 95-я сд из района г. Тирасполь главными силами переправляется 28.6 у Ташлык и к исходу дня сосредоточивается в районе хут. Нахарова, Нов. Романовка, Спея. В дальнейшем, двигаясь по маршруту Чимишены, Бачой, Ловены, Ганчешты, Карпияны, выйти на р. Прут к утру 1.7 на участке Немцавы, Леушени, Томай, имея главные силы район Карпияны, штаб дивизии Карпияны, (2).

В 14.00 войска Южного фронта начали операцию по занятию территории Северной Буковины и Бессарабии.(2)
В 18.20-20.00 у г. Григориополя переправилась 95-я сд, которая вышла в район Будешты, Колоница, Сагайдак, (2).
В 23.00 Военный совет Южного фронта издал войскам директиву № 00150, в которой указывалось: Армиям фронта, действуя в составе, установленном директивой моей № 00149, с утра 29.6 продолжать движение и занять северную Буковину и Бессарабию и к исходу 30.6 выйти к новой государственной границе; 9-й армии — выйти 29.6 на рубеж Пырлица, Ганчешты, Дезгинже. Основные силы действующих войск иметь: 15-ю мд в районе Пырлица, 95-ю сд — Ганчешты, 21-ю лтбр — Дезгинже и 173-ю сд — Кишинёв. Все эти соединения объединить в составе 35-го ск.(2)
28 июня 1940 года в 23.00 15-я моторизованная дивизия первой вошла в город Кишинёв, столицу возвращённой у Румынии Бессарабии. (Сайт: Механизированные корпуса-2-й мк)
В течение ночи в Кишинёв подтянулись главные силы 15-й моторизованной дивизии, 4-й легкотанковой бригады, передовой подвижный отряд 95-й сд и передовой подвижный отряд 51-й сд, (2).
В ночь с 28 на 29 июня части и подразделения дивизии находились:
- Передовой подвижный отряд 95-й сд — разведбатальон, танковый батальон, мотоартиллерия, пехота и сапёры на машинах в Кишинёв;
- Основные силы 95-й сд в районе вышла в район Будешты, Колоница, Сагайдак, (2).

29 июня
На основании директивы командования фронта, штаб 9-й армии в 5.10 29 июня издал боевой приказ № 3, уточнявший указания штаба фронта:
- 9-я армия 29.6 подвижными частями выходит на рубеж Пырлица, Ганчешты, Дезгинже.
- 35-й ск в составе 15-й мд, 95-й и 173-й сд, 4-й лтбр к исходу 29.6 должна сосредоточиться:

- 95-я сд — Ганчешты;
- 15-я мсд в районе Пырлица, выбросив передовые части к р. Прут на участке Петрешти, Дануцени;
- 173-я сд и 4-я лтбр — Кишинёв.(2)

Войска Южного фронта с утра 29 июня возобновили продвижение вперёд.
19.00
Сосед 95-й сд справа 15-я мд к 19 часам передовыми тп и 321-м мсп достигла района Корнешты, Пырлица. Управление 35-го ск, 173-я сд и 4-я лтбр полностью сосредоточились в Кишинёве. Из состава танковой бригады через с. Ганчешты к переправе у с. Фэлчиу был направлен 46-й танковый батальон, который к исходу дня сосредоточился в Кании, где контролировал отход румынских войск. 95-я сд к исходу дня достигла района с. Милешты, с. Костешты.(2)
К 30 июня войска фронта, как и предусматривалось, вышли к реке Прут. Румынская армия имела приказ отходить организованно. Однако многие её солдаты бросали оружие и расходились по домам. Советские части подобрали около 53 тысяч винтовок, 1,5 тысячи ручных и станковых пулемётов, 258 орудий, большое количество патронов, гранат, мин и снарядов, (2).
30 июня
В 0.15 командованию Южного фронта сообщено о продлении срока эвакуации румынских войск до 14.00 3 июля.
Командующий войсками фронта поставил задачи на 30.06, в частности:
- 9-й армии передовыми частями 35-го ск к исходу 30.6 занять и закрепиться по р. Прут на участке (иск.) с. Скулени, с. Цыганка, имея основные силы 15-й мд в с. Пырлица, 95-й сд в с.Ганчешты.
- Разъяснить всему личному составу, что Советское правительство разрешило румынской армии производить эвакуацию до 14.00 3.7.40 г., поэтому все вопросы решать только мирным путём, допуская где нужно возможность нормального отхода.

6.00. Войска 35-го ск походными колоннами двигались на запад.
В 12.50 в расположение 95-й сд прибыл румынский генерал с двумя офицерами и переводчиком и заявил протест на быстрое продвижение советских войск, которое вносит беспорядок в румынскую армию. Генерал пригрозил, что отдал своим частям приказ открывать огонь, если советские части станут продвигаться за ними на линию Балчан-Карликень.(2)
Передовой отряд 95-й сд на автомашинах достиг берега р. Прут и в 17.00 занял с.Леово.(2)
20.00.
Сосед 95-й сд справа. Батальон 321-го моторизованного полка 15-й мд и танковый батальон 14-го танкового полка 15-й мд с 20 часов контролировали переправу в г.Унгены. Передовая танковая рота в 20.00 заняла переправу у с. Петрешты. Танковый батальон и 9-я стрелковая рота 15-й мд вступили в с.Скуляны.(2)
Основные силы 95-я сд двигались в направлении с. Ганчешты. (2) Передовой отряд 95-й сд на автомашинах в 20.00 занял с. Леушени.(2)
30 июня. 22.00
35-й ск к исходу 30.6 выполнил поставленную задачу — занял и закрепился по р. Прут на участке (иск.) с. Скулени, с. Цыганка, имея основные силы 15-й мд в с. Пырлица, 95-й сд в с. Ганчешты.
Основные силы 15-й мд находились в районе с. Петрешты, г. Унгены, с. Пырлица, (2). Батальон 321-го мп 15-й мд и танковый батальон 14-го тп 15-й мд контролировали переправу в г.Унгены, (2). Танковый батальон и 9-я стрелковая рота 15-й мд вступили в с.Скуляны.(2)
95-я сд к исходу дня основными силами вступила в с. Ганчешты, (2). Передовой отряд 95-й сд занимал с. Леушени и с. Леово, (2).
1 июля
Днём главные силы 95-й сд совершали марш с севера на юг от с. Ганчешты к с. Карпинены.(2)
20.00. Главные силы 95-й сд подходили к с. Карпинены.(2)
2 июля
Главные силы 95-й сд к 5.00 сосредоточились в районе с. Карпинен, а передовой отряд продолжал контролировать берег Прута от с. Леушени до с. Леово, (2).
Главные силы 95-й сд находились в районе с. Карпинен, а передовой отряд контролировал берег Прута от с. Леушени до с. Леово.(2)
2 июля штаб Южного фронта издал приказ № 017/сс в котором потребовал от штабов 12-й, 5-й и 9-й армий организовать оборону границы и "разработать план использования войск на случай перехода Румынии к активным действиям. Этот план надо было представить на утверждение к 20.00 4.7.40 г. (2)
3 июля
В 14.00 советско-румынская граница была закрыта. Таким образом "войска Южного фронта выполнили поставленную перед ними задачу. Главные силы приступили к изучению новых дислокации и плановой боевой и политической подготовке в занимаемых ими районах.(2)
35-й ск в составе 15-й мд, 95-й сд, 173-й сд, 4-й тбр находился на территории Бессарабии, 15-я мд и 95-я сд с 3 июля охраняли участок границы. (2)
В 14.00 — 16.00 3 июля на Соборной площади Кишинёва (в советское время — площадь Победы) состоялся парад советских войск, в котором участвовали части 35-го стрелкового корпуса, (2).
5 июля в связи с окончанием Бессарабского похода войска Южного фронта были приведены в состояние постоянной боевой готовности мирного времени, (2).
7 июля нарком обороны издал директиву № 0/1/104584 командующему Южным фронтом о составе войск остающихся на территории Бессарабии и Северной Буковине. 95-й сд в их числе не было, (2).
8 июля
В 20.00 граница была передана Красной Армией под охрану пограничным войскам НКВД.(2)
35-й ск передал свой участок границы 2-му Каларашскому 2-му Каларашскому пограничному отряду НКВД.(2)
8 июля войска Южного фронта начали выдвижение к новым местам постоянной дислокации.(2)
Боевых действий в этой операции дивизия не вела. В результате этой операции 2 августа 1940 года была создана Молдавская Советская Социалистическая Республика.
1941 год
Перед началом ВОВ дивизия входила в состав 35-го стрелкового корпуса (командир комбриг Дашичев, Иван Фёдорович) Одесского военного округа, а с июня 1941 года 9-й отдельной армии.
- Командир 95-й дивизии генерал А. И. Пастревич.
- Начальник штаба дивизии полковник Михаил Степанович Соколов.
- Начальник артиллерии дивизии полковник Дмитрий Иванович Пискунов.

В состав дивизии входили:
- 241-й стрелковый полк (командир полковник Пётр Георгиевич Новиков[2]),
- 161-й стрелковый полк (командир полковник Сергей Иванович Серебров),
- 90-й стрелковый полк (командир майор А. И. Планидин),
- артиллерийские части.

### Оборона Молдавии
22 июня 1941 года дивизия занимала оборону на участке Петрешты — Леово: 241-й полк на правом фланге между Петрешты — Валя-Маре, 161-й полк — Оболены-Леоново, соседями были 176-я стрелковая и 9-я кавалерийская дивизии.
До 3 июля дивизия держала оборону, затем под давлением превосходящих сил противника отошла на рубеж Пырлица-Леово. Отступая с боями и неся потери, дивизия 15 июля заняла оборону на подступах к Кишинёву, на рубеже Пашканы-Микауцы-Быковец-Манойлешты. В ночь на 20 июля дивизия переправилась на левый берег реки Днестр и заняла оборону Григориополь-Тирасполь.
В ходе обороны Молдавии дивизия вела бои с частями 4-й армией Румынии и 11-й немецкой армии.
22 июля дивизия передана в 14-й стрелковый корпус генерала Д. Г. Егорова Приморской армии.
25-26 июля создана армейская группа во главе с генералом В. М. Репниным, в которую вошла 95-я Молдавская дивизия.
5 августа командир дивизии получил приказ командующего Приморской армии на отход частей дивизии с территории Молдавии.
По другим данным:
К 26 июля 1941 года советские войска окончательно оставили территорию Молдавской ССР и оборонительная операция в Молдавии завершилась.

### Оборона Одессы и Севастополя
В начале августа 1941 года дивизия занимала линию обороны Жеребково-Михайлополь-Катаржино-Раздельная в 40-50 км от Одессы. 10 августа командиром дивизии назначен комдив В. Ф. Воробьёв.
Оборонительные бои продолжались до 5 октября, когда дивизия получила приказ на эвакуацию. После тщательной подготовки эвакуация была произведена в ночь с 15 на 16 октября из порта Одессы на теплоходах «Армения», «Калинин» и нескольких мелких судах, входивших в состав каравана из более чем десяти крупных судов, на которых эвакуировали войска Одесского гарнизона. Переход, прикрываемый эскадрой Черноморского флота, прошёл без потерь. Утром 17 октября дивизия начала выгрузку в Севастополе.
Дивизия получила приказ развернуться в районе станции Воинка и утром 24 октября начать наступление на противника. Наступление продолжалось до середины дня 26 октября, когда встречным ударом противник прорвал фронт. Отходя с боями с рубежа на рубеж, дивизия прибыла 30 октября в Корабельную сторону Севастополя и была включена в состав четвёртого сектора Севастопольского оборонительного района. Комендантом сектора был назначен командир 95-й Молдавской дивизии генерал-майор В. Ф. Воробьёв. В Севастополь из-под Воронцовки дивизия прибыла rк 9 ноября 1941 года в составе 241-го и 161-го стрелковых полков. 90-й СП под командованием интенданта 3-го ранга Т. Д. Белюги прорвался в Севастополь раньше. В составе 241-го полка на тот момент насчитывалось 295 человек (из 2758 по штату), в 13-м разведбате 87 (из 1200)[15].
161-й полк А. Г. Капитохина понёс наименьшие потери, в нём смогли сформировать два батальона по 500 человек, и ещё одну роту, численностью 116 человек 12.11.41г. передали в состав 18-го батальона морской пехоты, в качестве 3-й роты 18-го ОБМП. Правда, стоит заметить, что в состав 161-го СП влили и остатки рядового состава 241-го полка, который изначально планировали расформировать. 90-й СП вышел в составе более 800 человек, из его состава был сформирован 3-й батальон 90-го СП (численностью 797 человек). Всего в составе 95-й СД в Севастополь вышли 3759 человек в том числе в трёх стрелковых полках — 971 человек (без 90-го полка).  В двух артиллерийских полках (57-м и 397-м) — 1760 человек и 25 шт. 76-мм орудий, в других подразделениях (управление, батальоны специального назначения и др.) — 1028. Дивизия заняла оборону в 4-м секторе (образован после выхода Приморской армии за счёт 1-го подсектора 3-го сектора обороны). В ходе боевых действий, состав дивизии менялся. По состоянию на 9 ноября 1941 г. в составе дивизии числятся:
- 161-й полк (командир полковник А. Г. Капитохин, Н. Ш. ст. л-т Дацко)
- 241-й полк (в стадии расформирования, командира нет)
- 90-й СП (командир интендант 3-го ранга Т. Д. Белюга)
- Местный стрелковый полк БО ЧФ (командир подполковник Н. А. Баранов)[3]
- 8-я бригада морпехоты (придана в оперативное подчинение)
- 57-й артполк (12 дивизионных орудий, калибром 76мм)
- 397-й артполк (из Тираспольского УР, 12 дивизионных орудий, калибром 76-мм)

16-го ноября 1941 года Местный СП выводится из состава дивизии и перебрасывается в 1-й сектор. 18 ноября 1941 г. 161-й СП так же снимают с лагеря в районе х. Моцениго (недалеко от устья Камышловского оврага) и тоже отправляют в 1-й сектор. По факту в 95-й дивизии остаётся только один полк — 90-й, и один батальон морской пехоты (18-й). На базе 18-го батальона морской пехоты 22 ноября 1941 г. было начато формирование нового полка −241-го (командир капитан Дьякончук). 17 ноября 1941 года начались первые атаки, а 13 декабря — наступление противника. После тяжёлых боёв части дивизии 23 декабря отошли на рубеж реки Бельбек. Наступление немцев продолжалось до конца декабря, когда ввиду больших потерь оно захлебнулось. В ходе боёв 241-й полк дивизии понёс тяжёлые потери, и был расформирован.
В конце декабря 1941 года командир дивизии генерал-майор В. Ф. Воробьёв получил новое назначение, командиром 95-й Молдавской дивизии был назначен полковник А. Г. Капитохин.
В январе и марте 1942 года предпринимались попытки силами 161-го стрелкового полка перейти в наступление, в ходе которых полк понёс тяжёлые потери. За это время дивизия была пополнена людьми и вооружением, была проведена большая работа по организации полосы обороны и обучению личного состава. С апреля 1941 г. было начато формирование 241-го полка (командир подполковник Дмитрюк)
После разгрома советских войск на Керченском полуострове стало ясно, что следующий удар будет нанесён по Севастополю. Наступление противника началось 7 июня 1942 года.
Дивизия вела тяжёлые оборонительные бои, перемежаемые контрударами, против численно превосходящего противника, имевшего господство в воздухе. В ночь на 21 июня части дивизии по приказу переправились на южный берег Северной бухты. Отдельные подразделения сражались в Инженерной бухте, Михайловском, Константиновском и Нахимовском равелинах до последнего человека. В начале июля остатки стрелковых подразделений дивизии были сведены на Корабельной стороне в один батальон. Большинство бойцов погибли, сражаясь у Инкермана, у Докового оврага, у Зелёной Горы, на мысу Херсонес.
95-я Молдавская дивизия была расформирована 30 июля 1942 года. Её номер и номера полков были переданы вновь сформированной 95-й стрелковой дивизии (2-го формирования).

## Отличившиеся воины дивизии
- Бреус, Яков Георгиевич, лейтенант, командир 3-го батальона 161-го стрелкового полка.
- Кудрявцев, Никифор Лаврентьевич, младший лейтенант, командир взвода 90-го стрелкового полка.